# Asota henschkei
Asota henschkei är en fjärilsart som beskrevs av Gustaaf Hulstaert 1924. Asota henschkei ingår i släktet Asota och familjen nattflyn. Inga underarter finns listade i Catalogue of Life.